# Tessellana veyseli
Tessellana veyseli är en insektsart som först beskrevs av Ahmet Ömer Koçak 1984.  Tessellana veyseli ingår i släktet Tessellana och familjen vårtbitare. Inga underarter finns listade i Catalogue of Life.